# Jachówka (potok)
Jachówka (dawniej nazywana także Kamienną) – potok w Beskidzie Makowskim w polskich Beskidach Zachodnich w dorzeczu Skawy. Długość ok. 12 km. Cały bieg potoku znajduje się w granicach gminy Budzów w powiecie suskim.

## Charakterystyka
Źródła Jachówki znajdują się na wysokości ok. 620 m n.p.m. na południowo-zachodnich stokach Babicy, nieco powyżej siodła Przełęczy Szklarskiej. „Słownik geograficzny Królestwa Polskiego” (1882 r.) podawał, że potok wytryska w obrębie wsi Bieńkówki w pow. myślenickim, spod wzgórza Babicy, na granicy tejże gminy z Trzebunią koło kaplicy na Gąsiorówce. W górnym biegu potok spływa w kierunku południowo-zachodnim stosunkowo szeroką doliną, ograniczoną od północy Pasmem Babicy, a od południa Pasmem Koskowej Góry, w której rozłożyły się wsie Bieńkówka i Jachówka. Nieco przed centrum Jachówki dolina się zwęża i skręca pod kątem prostym na północny zachód. Potok płynie teraz między dość stromymi stokami kończącego Pasmo Babicy Bucznika (od wschodu) oraz znacznie łagodniejszymi stokami grzbietu, odchodzącego od Makowskiej Góry w Pasmie Koskowej Góry na północ, ku dolinie Paleczki (od zachodu). W Budzowie, na wysokości 350,3 m n.p.m., Jachówka uchodzi do Paleczki.
Tok potoku w większości (poza fragmentem w dolnym biegu) nieuregulowany. W górnym biegu koryto kręte, lokalnie meandrujące. Prawie na całym biegu potok obrośnięty pasem drzew. Według „Słownika geograficznego Królestwa Polskiego” (1882 r.) z końcem XIX w. wody potoku poruszały w Bieńkówce 1 młyn i 1 tracz (tartak), w Jachówce 3 młyny i 11 traczów, a w Budzowie 2 tracze.